# Nino Ferrari
Nino Ferrari (fl. XX secolo) è stato un calciatore italiano, di ruolo attaccante.

## Carriera
Con il Pavia ha giocato un solo campionato nella seconda stagione della storia della squadra, culminata con la promozione in Prima Categoria. Ferrari ha giocato 14 partite con 3 reti realizzate: ha esordito a Monza l'8 novembre 1914 nella partita Monza-Pavia (1-4) e ha realizzato le tre reti al Fanfulla, all'Enotria e l'ultima al Pro Lissone nel (9-0) che ha decretato la promozione il 23 maggio, che era anche vigilia del primo giorno di guerra.